# William Austin (Schriftsteller)
William Austin (* 2. März 1778 in Lunenburg, Massachusetts; † 27. Juni 1841 in Charlestown, Massachusetts) war ein amerikanischer Rechtsanwalt, Politiker der Demokratisch-Republikanischen Partei und Schriftsteller.

## Leben und Werk
Austin studierte am Harvard College (A.B. 1798) und trat daraufhin in den Dienst der U.S. Navy, wo er zwei Jahre als Ausbilder und Kaplan wirkte. Anschließend studierte er bis 1803 Recht am Lincoln’s Inn in London und eröffnete daraufhin eine Anwaltskanzlei in Charlestown, die ihm bis zu seinem Tod ein kommodes Auskommen sicherte. Zeit seines Lebens beteiligte er sich rege am politischen Leben des Staates Massachusetts – so focht er 1806 ein Duell mit James Henderson Elliot, dem Sohn eines föderalistischen Richters, dem Austin in einem Zeitungsartikel politisch motivierte Rechtsverdrehung vorgeworfen hatte; Austin wurde dabei mit zwei Streifschüssen nur leicht verletzt, Elliott gar nicht. Mehrfach wurde Austin in den Massachusetts General Court gewählt, fünfmal in das Repräsentantenhaus (1811, 1812, 1816, 1827, 1834) und dreimal in den Senat (1821, 1822, 1823).
Gelegentlich versuchte sich Austin als Schriftsteller. Die bekannteste seiner insgesamt sechs veröffentlichten Erzählungen ist Peter Rugg, the Missing Man, erschienen zwischen 1824 und 1827 in der New England Galaxy, eine Variation der Sage vom Fliegenden Holländer. Peter Rugg, ein neuenglischer Kaufmann, wird für seinen Jähzorn bestraft, aus der menschlichen Gesellschaft ausgeschlossen und dazu verdammt, mit seiner Kutsche auf ewig durch Wind und Wetter über die Landstraßen Neuenglands zu fahren, dabei aber nie seine Heimatstadt Boston zu erreichen.

## Schriften
Reden, Essays und Traktate
- Strictures on Harvard University. John W. Folsom, Boston 1798.
- An Oration, Pronounced at Charlestown, at the Request of the Artillery Company, on the Seventeenth of June; Being the Anniversary of the Battle of Bunker Hill, and of That Company. Samuel Etheridge, Charlestown 1801.
- Letters from London: Written during the Years 1802 & 1803. William Pelham, Boston 1804.
- An Essay on the Human Character of Jesus Christ. William Pelham, Boston 1807.

Kurzgeschichten
- Peter Rugg, the Missing Man, erschienen zwischen September 1824 und Januar 1827 in der New England Galaxy.
  - verschiedene Nachdrucke u. a.: Peter Rugg, the Missing Man. With a Notice of the Author. Franklin P. Rice, Worcester, Mass. 1882.
  - deutsch: Peter Rugg, der Vermißte. Übersetzt von Albert Heß. In: Fritz Güttinger (Hrsg.): Amerikanische Erzähler. Artemis-Verlag, Zürich 1946, S. 28–78.
- The Sufferings of a Country Schoolmaster, in: New England Galaxy vom 8. Juli 1825, S. 1–2.
- The Late Joseph Natterstrom, in: New England Magazine vom Juli 1831, S. 11–19.
- The Origin of Chemistry: A Manuscript Recently Found in an Old Trunk, in: New England Magazine vom Januar 1834, S. 13–18.
- The Man with the Cloaks: A Vermont Legend, in: American Monthly Magazine vom Januar 1836, S. 331–342.
- Martha Gardner; or Moral Reaction, in: American Monthly Magazine vom Dezember 1837.